# 古比奥足球俱乐部
古比奥足球俱乐部（義大利語：Associazione Sportiva Gubbio 1910）是意大利翁布里亚大区佩魯賈省城市古比奥的一个足球俱乐部。它是1910年成立的。它的主球场是皮埃特罗·巴尔贝蒂球场，可容5300名观众。现在参加意大利足球丙级联赛。

## 历史
古比奥足球俱乐部是1910年成立的。1949年俱乐部曾一度破产。从1910年成立至今俱乐部的颜色是红蓝两色。俱乐部很长时间没有自己的球场，而是使用古比奥的一个运动场。1977年皮埃特罗·巴尔贝蒂球场建成并被作为主场地使用至今。
一开始古比奥足球俱乐部相当长时间一直只参加地区级联赛。1946年它突然跃入意大利足球乙级联赛，其原因主要是因为第二次世界大战后意大利足球的混乱状况。1947年/48年赛季古比奥足球俱乐部在乙级最后落第17名，下降到丙级，俱乐部很快进入经济困境，必须宣告破产。54年后，2011年古比奥足球俱乐部才重返乙级联赛。在2010年/11年的赛季里古比奥足球俱乐部获得意大利職業一級足球聯賽第一名，比列第二名的索伦托领先7分。在两年内古比奥足球俱乐部青云直上从意大利職業二級足球聯賽一直升到乙级联赛。次年它降到丙级。2014/15年赛季古比奥足球俱乐部在丙级降到濒临降级的名次。在与薩沃納足球會进行的降级赛中古比奥足球俱乐部以2：1和1：1失败。古比奥因此退出丙级。一年后古比奥足球俱乐部重返丙级联赛并能够保持至今。